# سیلاکپ
سیلاکپ (اندونزیایی: Cilacap Regency) شهری در استان جاوه مرکزی کشور اندونزی است. جمعیت این شهر بر اساس سرشماری سال ۱۹۹۰ میلادی، ۲۰۶٫۹۲۸ نفر و بر اساس سرشماری سال ۲۰۰۰ میلادی، ۲۱۲٫۸۶۲ بوده که در سال ۲۰۰۷ میلادی به ۲۱۴٫۲۰۲ نفر افزایش یافته‌است.

## نگارخانه

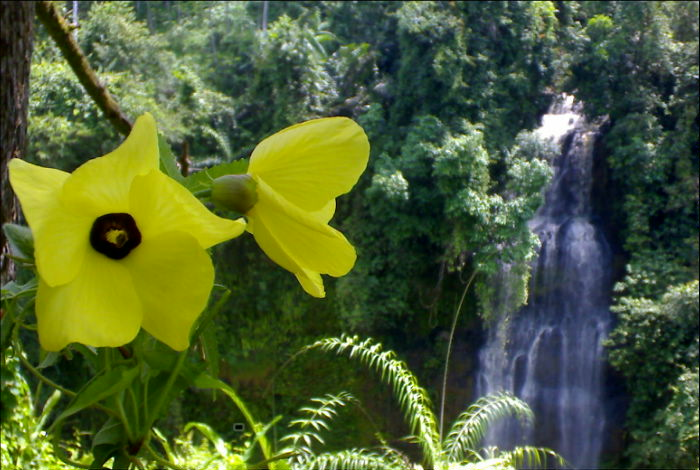